# Giovanni Acerbi
Pour les articles homonymes, voir Giovanni Acerbi (destroyer) et Acerbi.
Giovanni Acerbi (né à Castel Goffredo le 14 novembre 1825, mort à Florence le 4 septembre 1869) est un patriote italien.

## Biographie
Giovanni Acerbi est le petit-fils de l'explorateur Giuseppe Acerbi. Très rapidement, Giovanni mène une activité intense de conspirateur. Il est arrêté pour propagande mazzinienne à Pavie où il fréquente la faculté de droit. Libéré au cours des émeutes dites des « cinq journées de Milan », il participe à la défense de Venise (1848-1849) et plus tard il est parmi les conspirateurs de Mantoue (1850) en étant l'un des fondateurs si ce n'est le vrai instigateur. Afin d'éviter la capture, il quitte le royaume de Lombardie-Vénétie avec don Enrico Tazzoli et Attilio Mori (it), l'un des trois membres du Comité directeur de la conspiration. Il est le seul des conjurés condamnés par contumace à ne jamais avoir été amnistié par l'Autriche.
À Gênes il collabore avec Mazzini à la préparation de l'insurrection de Milan de 1853. En 1860 il fait partie de l'expédition des Mille et assume les fonctions, avec Ippolito Nievo, de vice-intendant général de l'expédition de Garibaldi. Sa charge lui est renouvelée lors de la troisième guerre d'Indépendance italienne (1866) au cours de laquelle il participe aux côtés de Garibaldi, comme colonel commandant de l'intendance et du 2e régiment de Volontaires italiens en remplacement du lieutenant-colonel Pietro Spinazzi (it), à la bataille de Mentana l'année suivante. Au cours de cette dernière campagne garibaldienne 1867, il proclame la dictature à Torre Alfina, une frazione de Acquapendente et il occupe Viterbe.
Il devient député, militant dans les rangs de la gauche pour la circonscription de Lendinara (Rome) au cours de la période 1865-1867, puis à celle de Gonzaga (Mantoue) jusqu'à sa mort causée par un accident de fiacre à Florence alors qu'il est âgé de 44 ans.
En 1917 la Regia Marina lance le destroyer Giovanni Acerbi, de la classe Sirtori qui sera détruit par un bombardement aérien britannique dans le port de Massaoua, le 4 avril 1941.

## Sources
- (it) Cet article est partiellement ou en totalité issu de l’article de Wikipédia en italien intitulé « Giovanni Acerbi » (voir la liste des auteurs).